# Петрова, Мария Капитоновна
Мария Капитоновна Петрова (1874—1948) — советский физиолог, лауреат Сталинской премии.

## Биография
Дочь священника. В 16-летнем возрасте вышла замуж за публициста и педагога Г. С. Петрова, будущего депутата Государственной Думы II созыва (с 1907 года супруги жили раздельно и потом развелись).
В 1908 году окончила Петербургский женский медицинский институт и до 1931 года работала в его клинике.
С 1910 года вела научную деятельность сначала в институте экспериментальной медицины, затем в Физиологическом институте АН СССР, с 1946 заведующая лабораторией. В 1935—1944 профессор, зав. кафедрой физиологии и патофизиологии высшей нервной деятельности Ленинградского института усовершенствования врачей.
Ученица и многолетняя (1912—1936) сотрудница И. П. Павлова.
Область научных интересов — физиология и патологии высшей нервной деятельности, исследование экспериментальных неврозов, вызываемых перенапряжением и столкновением процессов возбуждения и торможения в коре головного мозга.
Автор монографии «Новейшие данные о механизме действия солей брома на высшую нервную деятельность и о терапевтическом применении их на экспериментальных основаниях» (1935).
Умерла в 1948 году. Похоронена на Литераторских мостках.

«Это была большого роста, плечистая, краснощекая особа, говорила громко, грубым голосом, смеялась, скаля свои крепкие зубы; одетая по-барски в манто, в элегантной шляпке дореволюционной моды, она олицетворяла собой своеобразную помесь здоровой деревенской бабы и культурной, бывавшей за границей барыни. От неё шел дух смеси французских духов и запаха павловского собачника. Мне она казалась жизнерадостной дамой, какие встречались когда-то в Красном Холме. Мария Капитоновна была замужем за известным священником Григорием Петровым, часто выступавшим в 1915—1925 годах в различных аудиториях с лекциями, в которых он очень увлекательно рассказывал о философии религии, о Возрождении, о сущности жизни и т. д. Священнический сан он с себя сложил», — описывает его в 1920-е годы А. Л. Мясников.

## Награды и премии
- орден Ленина (10.06.1945)
- орден «Знак Почёта»
- медали
- Заслуженный деятель науки РСФСР (1945)
- Премия имени И. П. Павлова АН СССР (1940)
- Сталинская премия первой степени (1946) — за научные исследования в области высшей нервной деятельности, результаты которых обобщены в сборнике «Труды физиологической лаборатории имени И. П. Павлова», т. XII (1945)

## Сочинения
Собрание трудов, т. 1—2, М., 1953. Автор воспоминаний об И. П. Павлове и о Ленинграде в период блокады.